# Temporada 1986 de las Grandes Ligas de Béisbol
La Temporada 1986 de las Grandes Ligas de Béisbol comenzó el 7 de abril y finalizó cuando New York Mets derrotó en 7 juegos a
Boston Red Sox en la Serie Mundial.

## Premios y honores
- MVP
  - Roger Clemens, Boston Red Sox (AL)
  - Mike Schmidt, Philadelphia Phillies (NL)
- Premio Cy Young
  - Roger Clemens, Boston Red Sox (AL)
  - Mike Scott, Houston Astros (NL)
- Novato del año
  - José Canseco, Oakland Athletics (AL)
  - Todd Worrell, St. Louis Cardinals (NL)
- Mánager del año
  - John McNamara, Boston Red Sox (AL)
  - Hal Lanier, Houston Astros (NL)

## Temporada Regular
Liga Americana
| División Este     | División Este | División Este | División Este | División Este | División Este | División Este |
| Equipo            | V             | D             | CTE           | JD            | LOCAL         | VISITA        |
| ----------------- | ------------- | ------------- | ------------- | ------------- | ------------- | ------------- |
| Boston Red Sox    | 95            | 66            | 0.590         | —             | 51–30         | 44–36         |
| New York Yankees  | 90            | 72            | 0.556         | 5½            | 41–39         | 49–33         |
| Detroit Tigers    | 87            | 75            | 0.537         | 8½            | 49–32         | 38–43         |
| Toronto Blue Jays | 86            | 76            | 0.531         | 9½            | 42–39         | 44–37         |
| Cleveland Indians | 84            | 78            | 0.519         | 11½           | 45–35         | 39–43         |
| Milwaukee Brewers | 77            | 84            | 0.478         | 18            | 41–39         | 36–45         |
| Baltimore Orioles | 73            | 89            | 0.451         | 22½           | 37–42         | 36–47         |

| División Oeste     | División Oeste | División Oeste | División Oeste | División Oeste | División Oeste | División Oeste |
| Equipo             | V              | D              | CTE            | JD             | LOCAL          | VISITA         |
| ------------------ | -------------- | -------------- | -------------- | -------------- | -------------- | -------------- |
| California Angels  | 92             | 70             | 0.568          | —              | 50–32          | 42–38          |
| Texas Rangers      | 87             | 75             | 0.537          | 5              | 51–30          | 36–45          |
| Kansas City Royals | 76             | 86             | 0.469          | 16             | 45–36          | 31–50          |
| Oakland Athletics  | 76             | 86             | 0.469          | 16             | 47–36          | 29–50          |
| Chicago White Sox  | 72             | 90             | 0.444          | 20             | 41–40          | 31–50          |
| Minnesota Twins    | 71             | 91             | 0.438          | 21             | 43–38          | 28–53          |
| Seattle Mariners   | 67             | 95             | 0.414          | 25             | 41–41          | 26–54          |

Liga Nacional  
| División Este         | División Este | División Este | División Este | División Este | División Este | División Este |
| Equipo                | V             | D             | CTE           | JD            | LOCAL         | VISITA        |
| --------------------- | ------------- | ------------- | ------------- | ------------- | ------------- | ------------- |
| New York Mets         | 108           | 54            | 0.667         | —             | 55–26         | 53–28         |
| Philadelphia Phillies | 86            | 75            | 0.534         | 21½           | 49–31         | 37–44         |
| St. Louis Cardinals   | 79            | 82            | 0.491         | 28½           | 42–39         | 37–43         |
| Montreal Expos        | 78            | 83            | 0.484         | 29½           | 36–44         | 42–39         |
| Chicago Cubs          | 70            | 90            | 0.438         | 37            | 42–38         | 28–52         |
| Pittsburgh Pirates    | 64            | 98            | 0.395         | 44            | 31–50         | 33–48         |

| División Oeste       | División Oeste | División Oeste | División Oeste | División Oeste | División Oeste | División Oeste |
| Equipo               | V              | D              | CTE            | JD             | LOCAL          | VISITA         |
| -------------------- | -------------- | -------------- | -------------- | -------------- | -------------- | -------------- |
| Houston Astros       | 96             | 66             | 0.593          | —              | 52–29          | 44–37          |
| Cincinnati Reds      | 86             | 76             | 0.531          | 10             | 43–38          | 43–38          |
| San Francisco Giants | 83             | 79             | 0.512          | 13             | 46–35          | 37–44          |
| San Diego Padres     | 74             | 88             | 0.457          | 22             | 43–38          | 31–50          |
| Los Angeles Dodgers  | 73             | 89             | 0.451          | 23             | 46–35          | 27–54          |
| Atlanta Braves       | 72             | 89             | 0.447          | 23½            | 41–40          | 31–49          |

## Postemporada
|  | Campeonato de la Liga | Campeonato de la Liga | Campeonato de la Liga |   |    | Serie Mundial  | Serie Mundial | Serie Mundial |
|  |                       |                       |                       |   |    |                |               |               |
|  | Este                  | Boston Red Sox        | 4                     |   |    |                |               |               |
|  | Oeste                 | California Angels     | 3                     |   |    |                |               |               |
|  |                       |                       |                       |   | AL | Boston Red Sox | 3             |               |
|  |                       | NL                    | New York Mets         | 4 |    |                |               |               |
|  | Este                  | New York Mets         | 4                     |   |    |                |               |               |
|  | Oeste                 | Houston Astros        | 2                     |   |    |                |               |               |

|                                      |
| Campeón New York Mets Segundo Título |

## Líderes de la liga

### Liga Americana
Líderes de Bateo 
| Categoría           | Jugador          | Equipo | Marca |
| ------------------- | ---------------- | ------ | ----- |
| Porcentaje de bateo | Wade Boggs       | BOS    | .357  |
| Cuadrangulares      | Jesse Barfield   | TOR    | 40    |
| Carreras Impulsadas | Joe Carter       | CLE    | 121   |
| Carreras Anotadas   | Rickey Henderson | NYY    | 130   |
| Hits                | Don Mattingly    | NYY    | 238   |
| Robo de Bases       | Rickey Henderson | NYY    | 87    |

Líderes de Pitcheo 
| Categoría         | Jugador                    | Equipo  | Marca |
| ----------------- | -------------------------- | ------- | ----- |
| Victorias         | Roger Clemens              | BOS     | 24    |
| Derrotas          | Mike Morgan Richard Dotson | SEA CHW | 17    |
| ERA               | Roger Clemens              | BOS     | 2.48  |
| Ponches           | Mark Langston              | SEA     | 245   |
| Entradas Lanzadas | Bert Blyleven              | MIN     | 271.2 |
| Juegos salvados   | Dave Righetti              | NYY     | 46    |

### Liga Nacional
Líderes de Bateo 
| Categoría           | Jugador              | Equipo  | Marca |
| ------------------- | -------------------- | ------- | ----- |
| Porcentaje de bateo | Tim Raines           | MON     | .334  |
| Cuadrangulares      | Mike Schmidt         | PHI     | 37    |
| Carreras Impulsadas | Mike Schmidt         | PHI     | 119   |
| Carreras Anotadas   | Tony Gwynn Von Hayes | SDP PHI | 107   |
| Hits                | Tony Gwynn           | SDP     | 211   |
| Robo de Bases       | Vince Coleman        | STL     | 107   |

Líderes de Pitcheo 
| Categoría         | Jugador             | Equipo | Marca |
| ----------------- | ------------------- | ------ | ----- |
| Victorias         | Fernando Valenzuela | LAD    | 21    |
| Derrotas          | Rick Mahler         | ATL    | 18    |
| ERA               | Mike Scott          | HOU    | 2.22  |
| Ponches           | Mike Scott          | HOU    | 306   |
| Entradas Lanzadas | Mike Scott          | HOU    | 275.1 |
| Juegos salvados   | Todd Worrell        | STL    | 36    |